# Adam van Breen

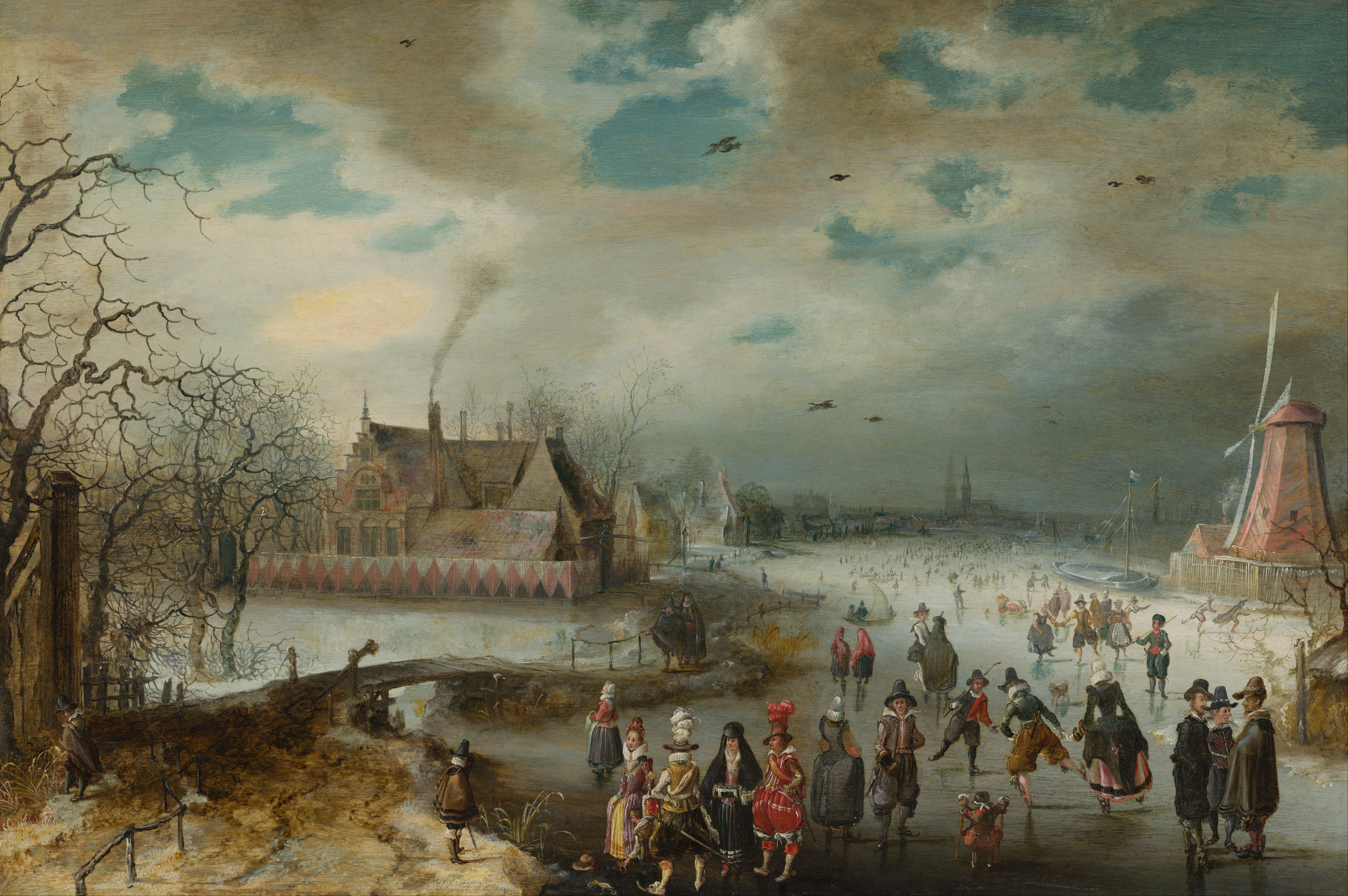
Patinage sur la rivière Amstel congelés (1611), huile sur panneau, 430 × 650 mm (16.9 × 25.6 in). National Gallery of Art.

Adam van Breen, né vraisemblablement à Amsterdam vers 1585, mort après 1642 en Norvège, est un peintre et graveur néerlandais actif à La Haye de 1611 à 1640.
Appartenant à la même génération qu'Hendrick Avercamp et Arent Arentsz (dit Cabel), Adam van Breen contribue au succès des scènes d'hiver (« Wintertje ») d'origine flamande, évoquant des patineurs sur des canaux et des rivières gelés, dans un décor d'arbres et de maisons.

## Biographie
En 1611, à La Haye, Adam van Breen se marie avec Maria Gelle. L'année suivante, il s'inscrit à la guilde des peintres (Lukasgilde), et ce jusqu'en 1621. En 1624, il est à Christiana, puis en 1628, de nouveau à Amsterdam. En 1636, il retourne en Norvège, où il participe aux travaux de décorations du château d'Akershus.
Adam Van Breen a illustré en 1617 Les évolutions militaires du prince de Nassau.

## Conservation
- Patinage, Amsterdam, Rijksmuseum.
- Scène de patinage, Paris, musée du Louvre, voir plus bas.

## Historique du tableau du Louvre
Grâce aux recherches de Jacques Foucart, ancien conservateur en chef du département des peintures flamandes et hollandaises du musée du Louvre, l'historique de ce tableau a pu être partiellement établi. Cette œuvre porte en effet le cachet de Wenzel Anton von Kaunitz-Rietberg, diplomate en poste aux Pays-Bas autrichiens. Acquis par le musée du Louvre en 1909, d'une famille bordelaise, il était alors attribué à Hendrick Avercamp.

## Anecdote
Adolf Hitler possédait un tableau d'Adam van Breen, catalogué auparavant par Gelder sous le n° 29[réf. souhaitée].